# Пико, Фафа
Фабри́с-Жан «Фа́фа» Пико́ (англ. Fabrice-Jean "Fafà" Picault; 23 февраля 1991, Нью-Йорк) — американский и гаитянский футболист, нападающий клуба «Ванкувер Уайткэпс» и сборной Гаити. Выступал за сборную США.

## Биография

### Личная жизнь
Фабрис-Жан Пико родился в Нью-Йорке в семье гаитянских иммигрантов. В возрасте девяти лет вместе с родителями переехал в Майами. В шестнадцать лет перебрался в Италию, чтобы присоединиться к академии клуба «Кальяри», где обучался футболу в течение пяти лет.
Фафа — футболист в третьем поколении: его дед по материнской линии, Макс Антуан, выступал за сборную Гаити, а отец, Лесли Пико, профессионально играл в шоубол за клуб «Филадельфия Фивер» в MISL.
Свободно владеет пятью языками: английским, гаитянским креольским, французским, итальянским и испанским, немного говорит на португальском и немецком.

### Клубная карьера
После комбайна Североамериканской футбольной лиги (NASL), 22 февраля 2012 года Пико был подписан клубом «Тампа-Бэй Раудис». Из-за перелома ноги, случившегося в последний день трёхдневного комбайна, он пропустил предсезонный лагерь и первые полтора месяца сезона, и его профессиональный дебют состоялся 19 мая 2012 года в матче против «Атланты Силвербэкс». В составе «Раудис» Пико стал чемпионом NASL сезона 2012. После окончания чемпионского сезона клуб не стал продлевать контракт с игроком.
В марте 2014 года Пико вернулся в NASL, подписав контракт с клубом «Форт-Лодердейл Страйкерс». В сезоне 2014 с 12 голами в 22 матчах стал вторым лучшим бомбардиром лиги и был включён в символическую сборную года. Пико с «Форт-Лодердейл Страйкерс» дошёл до финала сезона 2014, где они уступили «Сан-Антонио Скорпионс».
В январе 2015 года Пико присоединился к клубу чемпионата Чехии «Спарта Прага». Покинул «Спарту» летом 2015 года. В чешском чемпионате не сыграл ни разу, но один раз вышел на поле в Кубке Чехии — в ответном матче четвертьфинала розыгрыша 2014/15 против «Яблонца» 14 апреля.
1 сентября 2015 года Пико подписал с клубом Второй Бундеслиги «Санкт-Паули» однолетний контракт с возможностью продления ещё на один год. Во втором немецком дивизионе дебютировал в матче против «Дуйсбурга» 6 сентября 2015 года. 11 марта 2016 года в матче против «Падерборна» забил свой первый гол в Германии. 29 апреля 2016 года «Санкт-Паули» продлил контракт Пико до 30 июня 2018 года.
В феврале 2017 года Пико вернулся в Соединённые Штаты, подписав контракт с клубом MLS «Филадельфия Юнион» по схеме «1+2». Дебютировал в высшей американской лиге в матче стартового тура сезона 2018 против «Ванкувер Уайткэпс» 5 марта. Забил свой первый гол за «Филадельфию» 13 мая 2017 года, поучаствовав в разгроме «Ди Си Юнайтед» со счётом 4:0.
26 ноября 2019 года Пико был продан в «Даллас» за $300 тыс. в общих распределительных средствах с возможной доплатой ещё $75 тыс. в зависимости от достижения им определённых показателей. За «Даллас» дебютировал 29 февраля 2020 года в матче стартового тура сезона против своего бывшего клуба «Филадельфия Юнион». 29 августа 2020 года в матче против «Миннесоты Юнайтед» забил свой первый гол за «Даллас».
17 декабря 2020 года Пико перешёл в «Хьюстон Динамо» за $275 тыс. в общих распределительных средствах, кроме того «Даллас» мог получить дополнительные $50 тыс. в зависимости от результатов игрока. За «Динамо» дебютировал 16 апреля 2021 года в матче стартового тура сезона против «Сан-Хосе Эртквейкс». 8 мая 2021 года в матче против своего бывшего клуба «Даллас» забил свой первый гол за «Динамо», став первым игроком, забившим за обе команды в Техасском дерби. По итогам сезона 2021 он был назван самым ценным игроком «Хьюстон Динамо», стал лучшим бомбардиром клуба с 11 голами и был выбран одноклубниками игроком года.
9 ноября 2022 года Пико был продан в «Нэшвилл» за гарантированные $100 тыс. и условные $150 тыс. в общих распределительных средствах. За «Нэшвилл» дебютировал 25 февраля 2023 года в матче стартового тура сезона против «Нью-Йорк Сити», записав на свой счёт победную передачу. 1 апреля 2023 года в матче против «Орландо Сити» забил свой первый гол за «Нэшвилл». По окончании сезона 2023 срок контракта Пико с «Нэшвиллом» истёк.
11 января 2024 года Пико на правах свободного агента подписал контракт с «Ванкувер Уайткэпс» до конца сезона 2024 с опцией продления на сезон 2025. За канадский клуб дебютировал 7 февраля в матче Кубка чемпионов КОНКАКАФ 2024 против мексиканского «Тигреса УАНЛ», выйдя на замену во втором тайме вместо Дамира Крайлаха.

### Международная карьера
В декабре 2009 года Пико участвовал в тренировочном лагере молодёжной сборной США.
Пико был вызван в сборную Гаити на товарищеский матч со сборной Чили 9 сентября 2014 года, но на поле не появился, оставшись в запасе.
В мае 2016 года Пико получил вызов от сборной США в переходный тренировочный лагерь перед Копа Америка Сентенарио и товарищеским матчем со сборной Пуэрто-Рико. В матче с пуэрториканцами, состоявшемся 22 мая 2016 года, выйдя на замену на 71-й минуте вместо Бобби Вуда, дебютировал за американскую сборную.
Пико был включён в состав сборной Гаити на Золотой кубок КОНКАКАФ 2023. Дебютировал за сборную Гаити 25 июня 2023 года в матче первого тура группового этапа турнира против сборной Катара.

## Достижения
Командные
 «Тампа-Бэй Раудис»
- Чемпион NASL: 2012

## Статистика выступлений
| Выступление              | Выступление       | Выступление      | Лига | Лига | Плей-офф | Плей-офф | Кубок | Кубок | Континент. | Континент. | Итого | Итого |
| Клуб                     | Лига              | Сезон            | Игры | Голы | Игры     | Голы     | Игры  | Голы  | Игры       | Голы       | Игры  | Голы  |
| ------------------------ | ----------------- | ---------------- | ---- | ---- | -------- | -------- | ----- | ----- | ---------- | ---------- | ----- | ----- |
| Тампа-Бэй Раудис         | NASL              | 2012             | 18   | 0    | 1        | 0        | 2     | 0     | —          | —          | 21    | 0     |
| Тампа-Бэй Раудис         | Итого             | Итого            | 18   | 0    | 1        | 0        | 2     | 0     | —          | —          | 21    | 0     |
| Форт-Лодердейл Страйкерс | NASL              | 2014             | 22   | 12   | 2        | 0        | 0     | 0     | —          | —          | 24    | 12    |
| Форт-Лодердейл Страйкерс | Итого             | Итого            | 22   | 12   | 2        | 0        | 0     | 0     | —          | —          | 24    | 12    |
| Спарта Прага             | Первая лига       | 2014/15          | 0    | 0    | —        | —        | 1     | 0     | 0          | 0          | 1     | 0     |
| Спарта Прага             | Итого             | Итого            | 0    | 0    | —        | —        | 1     | 0     | 0          | 0          | 1     | 0     |
| Санкт-Паули              | Вторая Бундеслига | 2015/16          | 16   | 4    | —        | —        | 0     | 0     | —          | —          | 16    | 4     |
| Санкт-Паули              | Вторая Бундеслига | 2016/17          | 6    | 0    | —        | —        | 2     | 0     | —          | —          | 8     | 0     |
| Санкт-Паули              | Итого             | Итого            | 22   | 4    | —        | —        | 2     | 0     | —          | —          | 24    | 4     |
| Филадельфия Юнион        | MLS               | 2017             | 28   | 7    | —        | —        | 2     | 0     | —          | —          | 30    | 7     |
| Филадельфия Юнион        | MLS               | 2018             | 29   | 10   | 1        | 0        | 4     | 0     | —          | —          | 34    | 10    |
| Филадельфия Юнион        | MLS               | 2019             | 32   | 4    | 2        | 1        | 1     | 0     | —          | —          | 35    | 5     |
| Филадельфия Юнион        | Итого             | Итого            | 89   | 21   | 3        | 1        | 7     | 0     | —          | —          | 99    | 22    |
| Даллас                   | MLS               | 2020             | 18   | 3    | 2        | 0        | —     | —     | —          | —          | 20    | 3     |
| Даллас                   | Итого             | Итого            | 18   | 3    | 2        | 0        | —     | —     | —          | —          | 20    | 3     |
| Хьюстон Динамо           | MLS               | 2021             | 31   | 11   | —        | —        | —     | —     | —          | —          | 31    | 11    |
| Хьюстон Динамо           | MLS               | 2022             | 30   | 7    | —        | —        | 2     | 0     | —          | —          | 32    | 7     |
| Хьюстон Динамо           | Итого             | Итого            | 61   | 18   | —        | —        | 2     | 0     | —          | —          | 63    | 18    |
| Нэшвилл                  | MLS               | 2023             | 27   | 5    | 2        | 0        | 3     | 1     | 7          | 3          | 39    | 9     |
| Нэшвилл                  | Итого             | Итого            | 27   | 5    | 2        | 0        | 3     | 1     | 7          | 3          | 39    | 9     |
| Ванкувер Уайткэпс        | MLS               | 2024             | 0    | 0    | —        | —        | 0     | 0     | 1          | 0          | 1     | 0     |
| Ванкувер Уайткэпс        | Итого             | Итого            | 0    | 0    | —        | —        | 0     | 0     | 1          | 0          | 1     | 0     |
| Всего за карьеру         | Всего за карьеру  | Всего за карьеру | 257  | 63   | 10       | 1        | 17    | 1     | 8          | 3          | 292   | 68    |